# Madagascarophis
Madagascarophis Mertens, 1952 è un genere di serpenti della famiglia Lamprophiidae, endemico del Madagascar.

## Tassonomia
Comprende le seguenti specie:
- Madagascarophis colubrinus (Schlegel, 1837)
- Madagascarophis fuchsi Glaw, Kucharzewski, Köhler, Vences & Nagy, 2013
- Madagascarophis meridionalis Domergue, 1987
- Madagascarophis ocellatus Domergue, 1987